# Villa Zula
Villa Zula es una localidad del partido de Berisso, Provincia de Buenos Aires, Argentina. Se encuentra ubicado en el extremo sudeste del mismo, entre la Avenida Juan Domingo Perón y la calle 34.